# نبردناو کلاس مین
نبردناو کلاس مین (به انگلیسی: Maine-class battleship) یک کلاس از کشتی است که طول آن ۳۹۴ فوت (۱۲۰ متر) می‌باشد.